# Marij Kogoj
Marij Kogoj (ur. 27 maja 1895 w Trieście, zm. 25 lutego 1956 w Lublanie) – słoweński kompozytor.

## Życiorys
W latach 1914–1918 studiował w Wiedniu u Franza Schrekera i Arnolda Schönberga. Po powrocie do kraju działał w Lublanie jako korepetytor i dyrygent teatru narodowego. Pisał krytyki muzyczne do prasy. Kierował także towarzystwem śpiewaczym Slovenec. Jego karierę przerwała w 1932 roku choroba psychiczna.
Był pierwszym słoweńskim kompozytorem, który w swojej twórczości zaadaptował środki ekspresjonistyczne. Skomponował operę Črne maske (wyst. Lublana 1929), przez krytykę porównywaną z Wozzeckiem Albana Berga. Pisał ponadto utwory fortepianowe, kameralne i chóralne.